# Svend Kragh-Jacobsen
Svend Kragh-Jacobsen, född 4 september 1909, död 5 maj 1984, var en dansk journalist och författare.
Svend Kragh-Jacobsen avlade magisterexamen 1934, anställdes 1936 vid Nationaltidende, 1938 vid Berlingske Tidende och blev 1946 dess förste teater- och filmkritiker. kragh-Jacobsen ägnade danskonsten sitt speciella intresse och utgav bland annat Balettens Blomstring - ude och hjemme (1945), Margot Lander. En Ballettkunstners Baggrund, Udvikling og Blomstring (1948) och Farvel til en sommerfugl (1950).